# Слисенко, Анатоль Олесьевич
Анатоль Олесьевич Слисенко (род. 1941) — советский математик, доктор физико-математических наук.

## Биография
Родился 15 августа 1941 года в Сибири, его отец был военным — служил начальником военно-топографической части.
Автор ряда научных работ на русском и английском языках.

### Образование
В 1963 году окончил механико-математический факультет Ленинградского государственного университета, защитив диплом с отличием.
В 1967 году в Ленинградском отделении Математического института Академии наук СССР (ЛОМИ, ныне Санкт-Петербургское отделение Математического института имени В. А. Стеклова РАН) защитил кандидатскую диссертацию, его руководителем был Н. А. Шанин. В 1981 году в Математическом институте имени В. А. Стеклова защитил докторскую диссертацию на тему «Алгорифмы поиска периодичностей и идентификации слов, работающие в реальное время».

### Деятельность
По окончании университета, в 1963—1981 годах Анатоль Слисенко работал в ЛОМИ, одновременно с 1967 по 1992 год руководил Ленинградскими семинарами по вычислительной сложности, которые сыграли важную роль в развитии этой области математики в Советском Союзе. С 1981 по 1993 год возглавлял лабораторию теории алгоритмов Ленинградского научно-исследовательского вычислительного центра АН СССР(ныне Санкт-Петербургский институт информатики и автоматизации РАН). В 1993 году А. О. Слисенко уехал во Францию, где по 2009 год работал профессором парижского Университета Валь-де-Марн, а с 2009 года остается почетным профессором этого университета. С 1997 по 2007 год руководил им же основанной лабораторией Laboratory for Algorithmics Complexity.
В 1981—1987 годах Слисенко по совместительству был профессором Ленинградского политехнического института (ныне Санкт-Петербургский политехнический университет Петра Великого), а в 1988—1992 годах — профессором и заведующим кафедрой информатики механико-математического факультета Ленинградского государственного университета. Эта кафедра была создана по его инициативе, а её студенческая команда четыре раза становились чемпионами мира на Международной студенческой олимпиаде по программированию.